# Barrick Gold

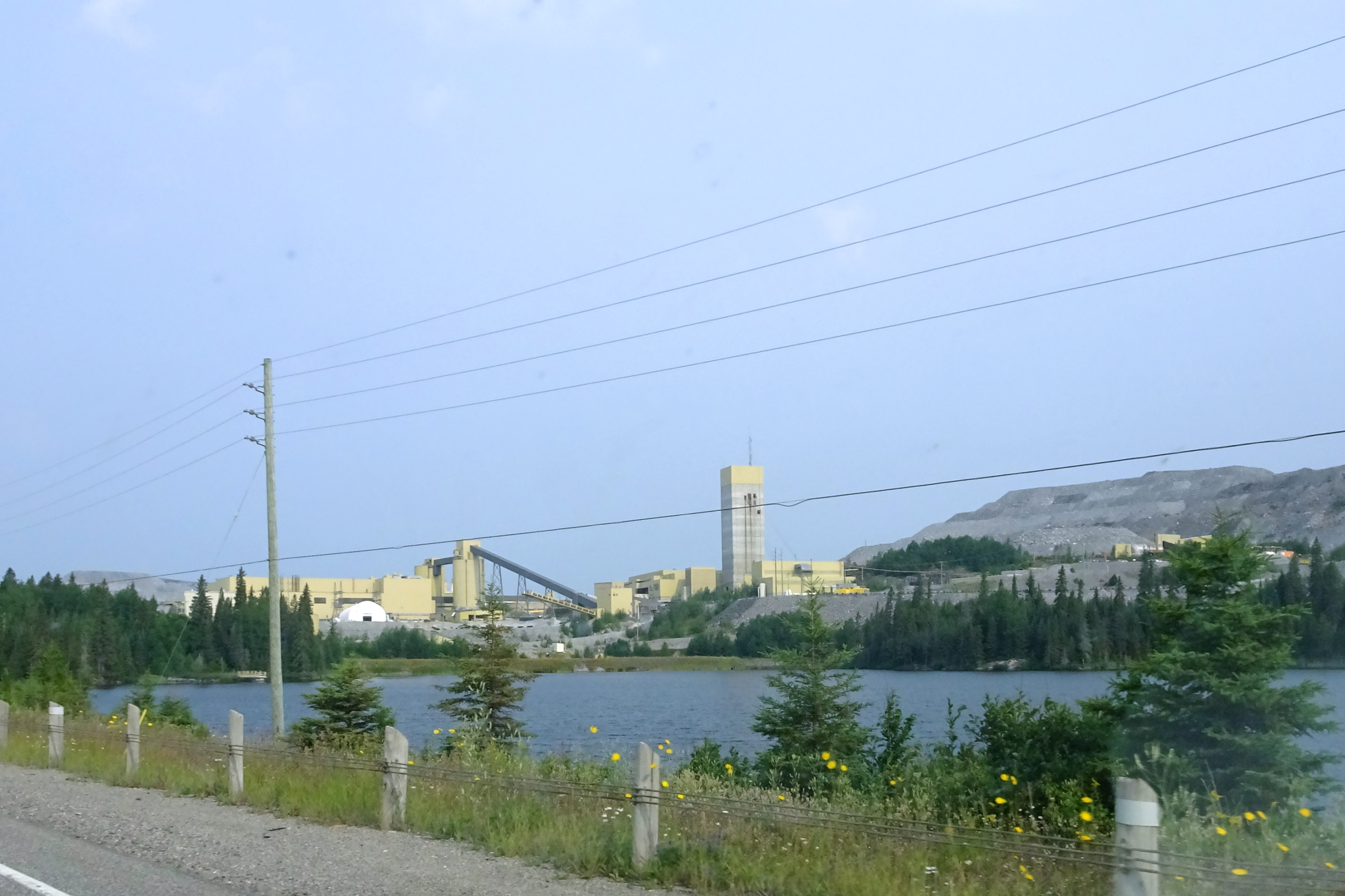
Barrick Hemlo mine

Barrick Gold Corporation (TSX: ABX
, NYSE: ABX) é a maior multinacional mineradora destinada à extração de ouro no mundo, fundada em 1983 e com sede na cidade canadense de Toronto. Mantém mais de 27 minas operativas atualmente em todo o mundo, situadas em Papua Nova Guiné, EUA, Canadá, República Dominicana, Austrália, Peru, Chile, Rússia, África do Sul, Paquistão, Colômbia, Argentina e Tanzânia.
O último balanço disponível divulgou que em 2008 ela produziu 7.7 milhões de onças de ouro, quando a cotação da onça era de USD 443,00.